# 薩拉托夫號大型登陸艦
薩拉托夫號大型登陸艦（羅馬化：Saratov），蘇聯時期編號為БДК-10 沃羅涅日共青團員號大型登陸艦（羅馬化：BDK-10 Voronezhskiy komsomolets），是一艘蘇聯海軍和俄羅斯海軍的大型登陸艦，屬於1171級大型登陸艦項目（代碼為「貘級」（Тапир），北約代號為「短吻鱷級」），1964年間在加里寧格勒建造，序列號為010。1992年被俄羅斯海軍接管後，編號為ВДК-65，2003年以伏爾加河畔的城市薩拉托夫命名為「薩拉托夫號」 。

## 歷史
薩拉托夫號大型登陸艦是1171計劃建造的第一艘大型兩棲攻擊艦，屬於第一系列（1171/I）艦艇。於1967年8月30日在波羅的海加里寧格勒的揚塔爾造船廠建造，建造編號為291。其於1964年7月7日下水，1966年8月10日編入蘇聯海軍北方艦隊。在蘇聯，這種類型的艦艇編號為「貘級」，而在北約代號中，它被指定為「短吻鱷級」。最初，登陸艦編號為「ВДК-10 沃羅涅日共青團員號大型登陸艦」，「ВДК」是「大型登陸艦」（Большой Десантный Корабль）的縮寫。

## 特性
1171項目的登陸艦是1960年代蘇聯在參考民用雜貨船的基礎上設計的，作岸上運輸和登陸的大型登陸艦之用。登陸艦也可以用作運輸船，用於運輸部隊和裝備。登陸艦的結構是典型的船舶，船艙和上層建築位於船尾和高船首，因此登陸艦具有良好的適航性，而另一方面比其他專業船舶更不易下沉。登陸艦上層甲板有四個艙口的船艙，其中三個艙口在上層建築前面，一個在上層建築後面的船尾。船尾有一個裝貨門，門上覆蓋著一個下降的主坡道，承載能力為50噸，輔助坡道承載能力為12噸，用於岸上卸載設備。出於運輸目的，它們配備了起重能力為7.5噸的起重機，用於維修船首艙和在上層甲板上運輸的貨物。船尾還配備了一個錨，可從岸上拉動。
1171/I型登陸艦可以運輸多達22輛坦克和25輛裝甲運兵車；或50輛裝甲運兵車；或52輛卡車，並且可以乘載313名士兵，相當於一營士兵的人數。登陸艦總運輸面積為1195平方米，其中790平方米在船艙內，405平方米在上層甲板上。最大承重量為3750噸。最初，船員為55人，其中包括5名軍官。
登陸艦排水量2,000噸，標準排水量2,905噸，滿載排水量4,360噸。其全長113公尺，吃水線上105公尺，寬15.6公尺，最大吃水4.5公尺。
登陸艦由兩台M-58A柴油機推進，總功率為9,000匹制動馬力，驅動兩台定距螺旋槳。其航程為2000海里，航速為15.5節，在同時向燃油和壓載艙取油的情況下，航程可增加到4,800海里。根據其他資料，其航程可達10000海裡，航速15節。
1171/I型的艦船裝備包括兩門耦合的通用57口徑大砲，位於放置在上層建築前的雙管ZIF-31B室外支架上，此外，登陸艦還有兩座三聯裝9K34便攜式防空飛彈發射器，可儲備24枚導彈用於自衛。

## 服役
登陸艦最初在蘇聯北方艦隊服役，從1985年開始在黑海艦隊服役。在1991年12月蘇聯解體和隨後黑海艦隊分裂後，它被俄羅斯接管。1992年3月13日，登陸艦的名稱從ВДК-10更改為ВДК-65。
1999年7月，在前南斯拉夫的一次維和行動中，登陸艦用於將俄羅斯軍隊從圖阿普謝運送到希臘的塞薩洛尼基。2003年，登陸艦獲命名為「薩拉托夫號」。2007年，薩拉托夫號退役，但隨後恢復服役。他的舷號是150（截至2015至2016年）。

### 俄烏戰爭

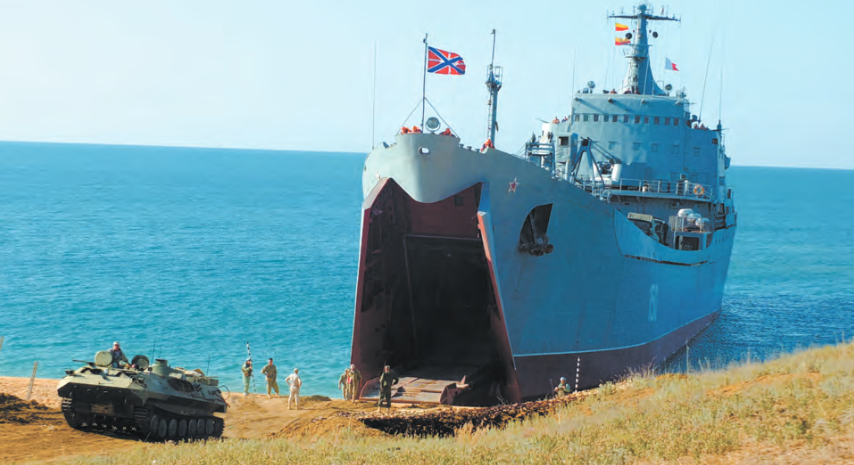
2021年在塞凡堡

2022年，薩拉托夫號在參與2022年俄羅斯入侵烏克蘭期間，於2022年3月24日在該市港口發生爆炸。據乌克兰武装部队稱，他們使用地對地OTR-21“圆点”战术弹道导弹擊沉了一艘俄羅斯的大型登陸艦。最初以為擊沉的是奧爾斯克號大型登陸艦。直到第二天，確認擊沉的是薩拉托夫號。